# Rue du Puits-de-l'Ermite
La rue du Puits-de-l'Ermite est une voie située dans le quartier du Jardin-des-Plantes du 5e arrondissement de Paris.

## Situation et accès
La rue du Puits-de-l'Ermite est desservie par la ligne 7 à la station Place Monge.

## Origine du nom
Le nom lui vient du tanneur Adam l'Hermite qui y vivait et du voisinage d'un puits public.

## Historique

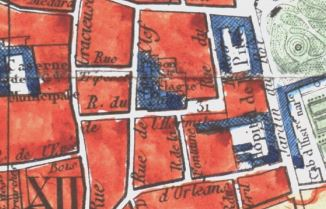
Rue du Puits de l'Hermite - plan de Paris d'Ambroise Tardieu - 1839

La rue fut ouverte sur le site du champ d'Albiac à la fin du règne de François Ier et, de ce fait, lui doit son premier nom de « rue Françoise ».

Elle prend son nom actuel au XVIIe siècle. Elle est citée sous le nom de « rue du Puis de l'hermite » dans un manuscrit de 1636. Elle se poursuivait alors jusqu'au Jardin des plantes avant d'être amputée de sa partie est pour l'extension de l'hôpital de la Pitié vers 1650.

## Bâtiments remarquables et lieux de mémoire
- No 1 : maison datant de la première moitié du XIXe siècle[2] sur la façade de laquelle subsiste une vieille grille de cabaretier - marchand de vin. Cette grille donna son nom au théâtre « La Vieille Grille », précurseur du café-théâtre[3], qui y fut exploité de 1959 à 2018.

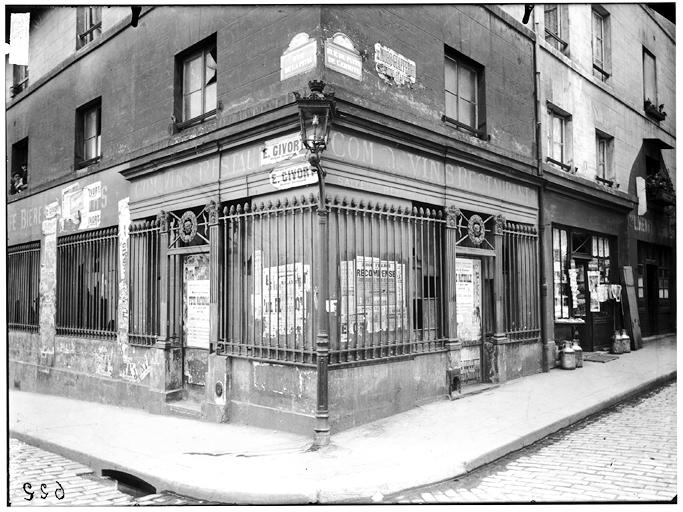
No 1 : ancien cabaret et négoce de vins (disparu) photographié en 1909 par Eugène Atget
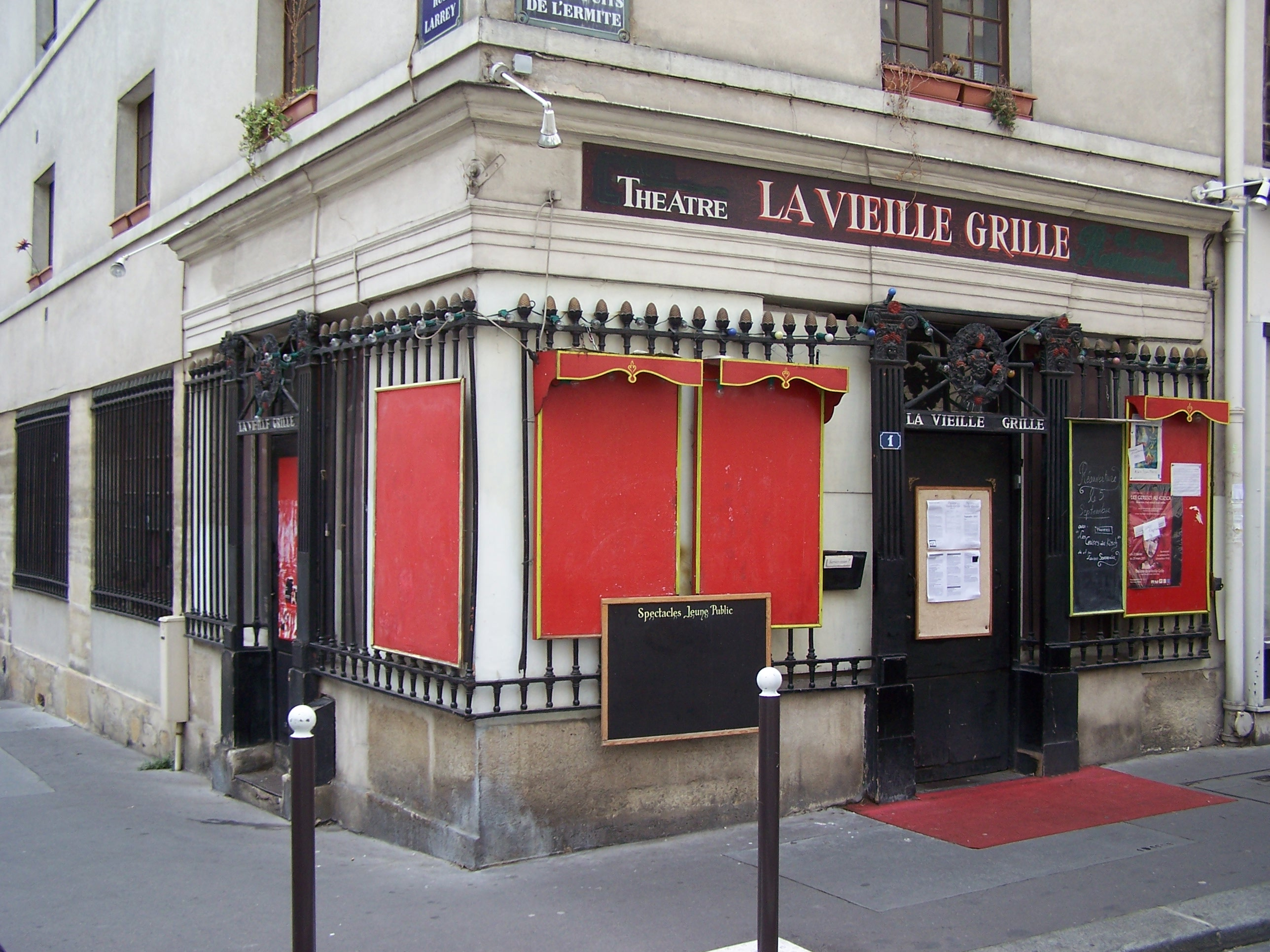
Le même lieu après sa transformation en théâtre. Photographie prise en 2011.

- Le no 14 correspondait historiquement à l'adresse de la prison Sainte-Pélagie.

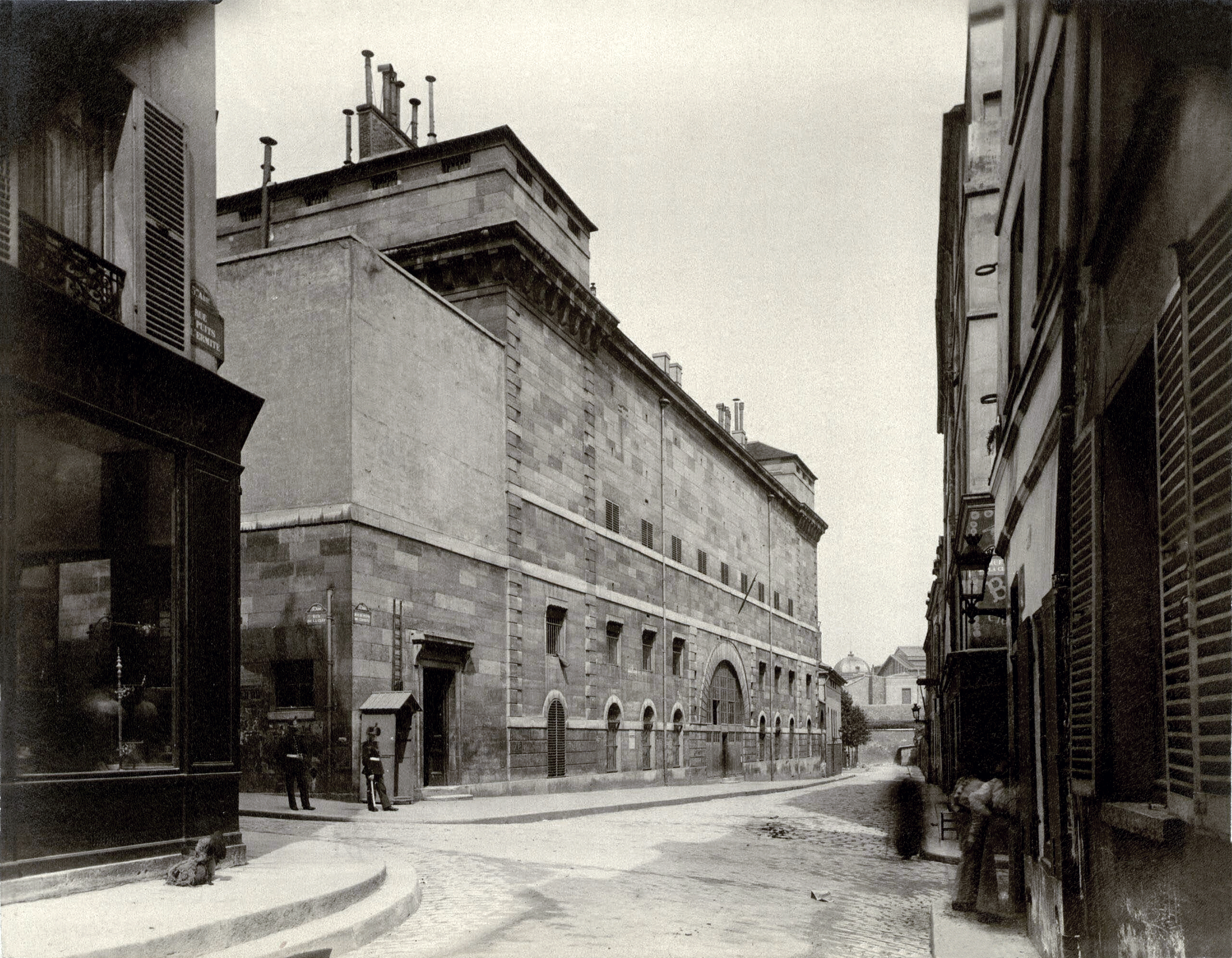
Prison Sainte-Pélagie (photo d'Eugène Atget).

- Le square de la place du Puits-de-l'Ermite.
- L'accès à l'entrée principale de la Grande Mosquée de Paris.